# Gamma (mini-série)
Pour les articles homonymes, voir Gamma (homonymie).
Gamma est une mini-série de science-fiction italienne en quatre épisodes réalisée par Salvatore Nocita et diffusée en 1975 sur la chaîne Programma Nazionale.
Bien que tourné en Italie avec des acteurs italiens, l'action de la série se déroule dans la région parisienne avec des personnages français. L'intrigue traite d'une greffe de cerveau sur un jeune pilote automobile à Créteil et ses implications éthiques.

## Synopsis

### Premier épisode
Un jeune homme, Daniel, est guillotiné pour le meurtre d'un policier. La sentence est également jugée juste par Daniel lui-même, bien qu'il ait été poussé au crime par sa maîtresse Marianne Laforêt, une charmante et perfide trafiquante de drogue. Quelque temps plus tard, Jean Delafoy (beau-frère de Daniel), pilote automobile, est victime d'un terrible accident sur la piste et souffre de lésions cérébrales irréversibles. L'équipe du Dr Duval, neurochirurgien d'avant-garde, détermine que Jean est le bon sujet pour opérer la première greffe de cerveau sur un être humain.
Son épouse Nicole, bien que déconcertée, autorise l'opération, qui se déroule avec succès. L'identité du donneur est tenue absolument secrète.

### Deuxième épisode
Jean doit maintenant subir une longue phase de réhabilitation au cours de laquelle ses souvenirs et sa personnalité sont reconstruits.
Dès sa rééducation, Jean récupère parfaitement sur le plan physique mais prend des attitudes inhabituelles, se met à fumer et demande beaucoup à Daniel. Sa femme est rassurée par les médecins sur la normalité de la situation mais inexplicablement, un soir, Jean se rend au cirque où travaille Marianne Laforêt et l'étrangle.

### Troisième épisode
Conscient de son crime et de sa possible condamnation à mort, Jean décide de s'enfuir. Grâce à des techniques policières sophistiquées, un témoin parvient à reconstituer le visage de Jean et l'inspecteur de police reconnaît l'homme qui avait récemment été porté disparu. Traqué, Jean tente une fuite désespérée en moto, mais il est arrêté.
Au cours du procès, le Dr Duval est contraint de révéler à la cour (et à Jean lui-même) l'opération pratiquée sur le patient mourant, ce qui déclenche une réaction émotionnelle dramatique chez Jean.

### Quatrième épisode
Lors de l'instruction, tout en ignorant le mobile, Jean plaide coupable. Les témoins établissent que l'homme n'a pas pu identifier Marianne, sa victime, parce qu'au moment du crime, elle était méconnaissable à partir du masque de scène.
Dans la solitude de la cellule, Jean se demande qui il est réellement, avant de réaliser que ces mêmes questions confirment sa conscience individuelle.
Le processus devient un véritable débat bioéthique. L'auteur avance la théorie selon laquelle la personnalité individuelle n'est pas entièrement reléguée au cerveau. Selon les arguments de l'auteur, à travers le personnage du Dr Duval, l'organe pourrait être un contenant potentiellement égal pour tous.
Malgré les incohérences de la reconstitution, Jean est reconnu coupable par le jury et l'ordinateur et condamné à mort. Dans un dernier rebondissement, basé sur une intuition personnelle, Jean résout la tension des quatre épisodes, assurant son salut et réalisant la sensibilité de l'intervention qu'il a subie. Alors que Jean passe ses dernières heures de vie dans sa cellule, Nicole trouve dans la maison de sa mère une cassette enregistrée semblable à celles qui ont servi à « reprogrammer » la mémoire de Jean. Une brève enquête permet à la jeune femme de découvrir la vérité : sa mère a remplacé l'une des cassettes passées au crible de l'ordinateur par une cassette enregistrée par elle afin de conditionner la volonté de son gendre et de l'inciter à tuer Marianne. Alors que Jean s'apprête à être exécuté, sa femme — accompagnée de Philippe, du professeur Duval et du docteur Mayer — se précipite au parquet général pour faire suspendre l'exécution : il existe en effet des preuves que Jean a agi sous l'effet d'une impulsion subliminale, c'est-à-dire reçue passivement et sans possibilité de contrôle conscient. Jean est déjà sur l'échafaud, la tête sous la lame de la guillotine, dont le dispositif automatique est déclenché, quand arrive l'ordre du procureur de surseoir à l'exécution.
Un dernier intertitre porte une légende révélant l'identité du donneur, « un modeste employé de bureau mort d'une pneumonie » : si l'on peut transplanter un cerveau humain, on peut toujours mourir de maladies courantes.

## Fiche technique
- Titre original italien : Gamma[1],
- Réalisateur : Salvatore Nocita
- Scénario : Fabrizio Trecca (it), Flavio Nicolini (it)
- Photographie : Loris Amadori
- Montage : Paolo Mercadini
- Musique : Enrico Simonetti
- Décors : Davide Negro
- Effets spéciaux : Giorgio Ferrari, Luigi Maglioli
- Costumes : Mario Carlini
- Sociétés de production : RAI Radiotelevisione Italiana
- Pays de production :  Italie
- Langue originale : italien
- Format : Noir et blanc - 1,33:1 - Son mono
- Durée : 240 minutes (4 x 60 minutes)
- Genre : science-fiction
- Date de diffusion
  - Italie : du 21 octobre 1975 au 11 novembre 1975

## Distribution
- Giulio Brogi : Jean Delafoy
- Laura Belli : Marianne Laforêt
- Regina Bianchi : la mère de Daniel
- Ugo Cardea (it) : Philippe
- Sergio Rossi : Professeur Duvall
- Guido Tasso : Daniel Lucas
- Nicoletta Rizzi : Dr. Mayer
- Laura Bottigelli : la petite fille
- Massimiliano Diale : le fils de l'instituteur
- Maria Grazia Grassini (it) : Madame Oreille
- Walter Maestosi (it) : l'avocat Levy-Marchand
- Marcello Mandò (it) : président du tribunal
- Gianfranco Bellini (it) : Prof. Aklund
- Elio Zamuto (it) : procureur Forel
- Franca Mantelli (it) : secrétaire du professeur Duvall
- Franco Vaccaro : fonctionnaire de la prison
- Lorenzo Grechi : procureur général
- Lucio Flauto (it) : mécanicien
- Mariella Zanetti (it) : Nicole Delafoy Lucas
- Giovanna Fiorentini : Brigitte
- Carlo Valli (it) : Dr Piantoni
- Dario Mazzoli : Dr Rademaker
- Lino Robi : Grand Pierre
- Piero Cuneo : Cucciolo
- Franco Doria : Mammolo
- Salvatore Furnari : Pisolo
- Pasquale Gatti : Brontolo
- Domenico Imperato : Eolo
- Giuseppe Minutillo : Lulu
- Lando Noferi : policier
- Paride Calonghi (it) : géomètre Framieu
- Secondo Maronetto : bagnard
- Giorgio Trestini (it) : Louis
- Giovanni Moretti : technicien de police
- Giacomo Piperno (it) : commissaire Fontaine